# Сквирень
Скви́рень — заплавне озеро у Сосницькому районі Чернігівської області, на лівому березі Десни (басейн Дніпра).
Довжина 1,4 км, пересічна ширина 200 м, площа 0,3 км², глибина до 4 м. Улоговина підковоподібної форми. Береги підвищені, похилі, вкриті трав'янистою рослинністю. Є пляжі. Живлення мішане та за рахунок водообміну з Десною, з якою сполучене протоками через озеро Сомецьке
Температура води влітку від +19,5, +19,5 °C на глибині 0,5 м, до +11,5, +12 °C на глибині 3,5 м. Взимку замерзає. Прозорість води 1,4 м. Дно переважно піщане.
Серед водяної рослинності є реліктові та рідкісні рослини ряска горбата, сальвінія плаваюча, водяний горіх плаваючий
З риб водяться лин, карась, окунь, пічкур, плітка, щука та інші.
У прибережних заростях — гніздування дроздовидної очеретянки, погонича, чорного крячка та інших птахів.
Озеро та його околиці — місце відпочинку, рибальства та мисливства.